# Mega Toby in vuur en vlam
Mega Toby in vuur en vlam is de derde speciale aflevering van Mega Mindy voor het eerst uitgezonden in oktober 2012. 

## Verhaal
Voor Valentijnsdag werkt Opa Fonkel samen met enkele vrienden aan de Valentijnstrein. Ze willen hem opknappen zodat geliefden op valentijn met deze trein kunnen rijden. Er is echter wel wat werk aan voor de korte tijd die nog rest. De trein staat echter in een schuur waar de zakenvrouw Katharina en haar architect Pepijn een kantoorcomplex willen bouwen. Ze willen de schuur dus weg maar Opa Fonkel en zijn vrienden willen hem niet verkopen. Katherina bedenkt een crimineel plan. Ze zal de brandweer uitschakelen en daarna de schuur in brand zetten. Om de brandweer aan de kant te zetten gebruiken ze de taart die Oma Fonkel voor de helden van het brandweerkorps had gebakken. Ze strooien er wat rattengif op. Alle brandweerlieden worden opslag ziek waardoor commissaris Migrain Oma Fonkel meteen beschuldigt. Ondertussen steekt Katharina de schuur in brand terwijl Opa en zijn vrienden nog binnen zijn. Mieke ziet dat de schuur in brand staat en belt brandweerman Toby waarna ze de schuur inloopt om Opa te redden. Dit mislukt echter. Toby komt blussen maar Katharina die nog stond te kijken naar de brand slaat hem bewusteloos. Oma, die ondertussen alweer vrij was komt ook aan bij de brand en ziet Toby daar liggen. Ze sleept hem in een oud WC-hokje waar ze hem transformeert tot Mega Toby. Deze zal de trein met Mieke en Opa erin uit de schuur rijden en de boeven vangen. De Valentijnstrein zal uiteindelijk toch nog kunnen uitrijden met Valentijnsdag.

## Crew

### Algemeen
- Regie: Matthias Temmermans
- 1e regie-assistent: Bob Vanwayenbergh en Paco Mergan
- Verhaal en scenario: Gert Verhulst, Hans Bourlon, Matthias Temmermans en Sven Duym

### Kostuums & Make-up
- Uitvoering kostuums: Atelier Studio 100
- Styling: Griet Van Landeghem
- Kleedster: Tinne Laes
- Make-up: Carina Smekens, Wendy Van Vossole, Kitty Van Meel en Hilde Van Hees

### Beeld en Geluid en Decor
- Geluid: Thomas Verbruggen
- Coördinatie Licht & Geluid: Bart Depreitere
- Assistentie Licht & Decor: Gaëtan De Clerck
- Chef elektro: Koen De Saeger
- Elektro's: Liesbet De Loof en Jens De Laet
- Decor: C19 en Bas Temmermans
- Special effects: Olivier De Lavaleye
- Productiefaciliteiten: Joris Bensch, Nick Levens, Dré Wouters, Koen Schuljin en Wannes Troch

## Personages

### Cast
| Acteur              | Personage           |
| ------------------- | ------------------- |
| Free Souffriau      | Mieke/Mega Mindy    |
| Louis Talpe         | Toby/Mega Toby      |
| Fred Van Kuyk       | Opa Fonkel          |
| Nicky Langley       | Oma Fonkel          |
| Anton Cogen         | Kamiel Migrain      |
| Matthias Temmermans | Bliep               |
| Marijke Hofkens     | Katharina           |
| Aron Wade           | Pepijn              |
| Herman Boets        | Brandweercommandant |
| Mark Roofthooft     | Walter              |
| Bruno Dewispelaere  | Pierre              |

### Hoofdpersonen

#### Mieke / Mega Mindy
Mieke werkt op de politiebureau van het dorp samen met Toby en commissaris Migrain. Ze is in het geheim verliefd op Toby. Ze heeft dat nog nooit tegen Toby gezegd. Mieke is slim, heeft altijd slimme plannen, maar die plannen worden altijd door commissaris Migrain ingenomen. Als er ergens gevaar is, verandert zij in Mega Mindy.
Mieke probeert in deze special te bewijzen dat Oma onschuldig is. Ze ontdekt dat Katharina en haar hulpje slechte bedoelingen heeft en volgt haar naar de schuur. Ze probeert Opa te redden uit de brandende schuur. Dit mislukt maar ze worden gered door Mega Toby.

#### Toby / Mega Toby
Toby werkt op de politiebureau van het dorp samen Mieke en commissaris Migrain. Hij is verliefd op Mega Mindy. Toby probeert altijd als hij Mega Mindy ziet haar te kussen. Dat is nog nooit gelukt. Toby weet niet dat Mieke verliefd op hem is. Hij weet ook niet dat Mega Mindy eigenlijk Mieke is.
Toby is in deze special vooral actief als brandweerman. Hij moet de vergiftigde brandweerkorps vervangen. Toby wordt zonder dat hij het weet getransformeerd in Mega Toby wanneer de schuur in brand staat. Hij zal de Valentijnstrein met Opa en Mieke erin uit de schuur duwen en hij zal de boeven vangen.

#### Commissaris Migrain
Commissaris Migrain is niet zo slim. Hij steelt altijd de plannen van Mieke. Hij vindt altijd dat iedereen het denken aan hem moet overlaten. Migrain probeert altijd beroemd te worden door de pers uit te nodigen.
In deze special denkt commissaris Migrain dat hij alweer een heldendaad heeft verricht door Oma Fonkel te arresteren op beschuldiging van vergiftiging. Later bleek echter dat ze onschuldig was en zegt hij dat hij dit wel wist.

#### Opa Fonkel
Opa Fonkel is een slimme uitvinder. Hij is ook de maker van Mega Mindy. Hij vindt altijd dingen uit waarmee Mega Mindy de boeven kan verslaan. Opa Fonkel is getrouwd met Oma Fonkel. Zij hebben een kleindochter: Mieke.
In deze special probeert Opa Fonkel samen met vrienden de Valentijnstrein te herstellen. Het is echter niet zo gemakkelijk dus roept hij soms in het geheim de hulp van Bliep op. Hij zat vast in de trein toen de schuur in brand werd gezet maar kon gered worden.

#### Oma Fonkel
Oma Fonkel is de Oma van Mieke en is getrouwd met Opa Fonkel. Zij heeft een klein snoepwinkeltje. Ze zingt ook vaak.
In deze special wordt oma ervan beschuldigd de brandweer te hebben vergiftigd met taart. Dit was echter het werk van Katharina.

### Medespelers

#### Katharina
Katharina wil op de plaats waar de schuur staat een kantoorcomplex bouwen. Ze vindt haar kantoorcomplex veel chiquer dan die oude vervallen schuur waar niemand nog iets mee doet. Wanneer blijkt dat de schuur niet te koop is is ze tot alles in staat. Ze is slim genoeg om een plan te bedenken.

#### Pepijn
Pepijn is het hulpje van Katharina en moet steeds het vuile werk van haar opknappen. Hij voelt zich hier niet altijd zo goed bij en heeft soms een beetje schuldbesef. Hij is niet zo slim.

## Merchandise
- DVD: deze special verscheen op DVD op 7 november 2012.